# A Holly Dolly Christmas
| Оценки критиков      | Оценки критиков |
| Источник             | Оценка          |
| -------------------- | --------------- |
| AllMusic             | [ 1 ]           |
| Consequence of Sound | B               |
| Album of the Year    | 73/100          |

A Holly Dolly Christmas — сорок седьмой студийный альбом американской кантри-певицы Долли Партон, выпущенный 2 октября 2020 года на лейбле певицы Butterfly Records в партнёрстве с 12Tone Music Group. Его продюсировал Kent Wells и сама Партон. Это третий рождественский альбом певицы после Once Upon a Christmas (1984, вместе с Кенни Роджерсом и Home for Christmas (1990). В записи участвовали такие музыканты как Майкл Бубле, Билли Рэй Сайрус, Майли Сайрус, Джимми Фэллон, Вилли Нельсон и брат певицы Рэнди. Диск дебютировал на 1-м месте в кантри-чарте Billboard Top Country Albums, став восьмым чарттоппером Партон.
Также номинирован в категории Лучший традиционный вокальный поп-альбом на 64-й церемонии «Грэмми».

## Предыстория
Партон выпустила песню «Comin' Home for Christmas» в качестве сингла в декабре 2009 года, но почти семь лет о рождественском альбоме ничего не говорилось. Впервые Партон упомянула о том, что работает над новым рождественским альбомом во время прямой трансляции в Facebook в августе 2016 года. Она сказала, что альбом выйдет в 2017 году и в него войдут песни, которые она написала для телефильма NBC Christmas of Many Colors: Circle of Love. Заглавная песня из фильма, «Circle of Love», была записана Дженнифер Неттлз, сыгравшей в фильме мать Партон, для её рождественского альбома 2016 года To Celebrate Christmas. Песня также была записана племянницей Партон Хайди Партон для её альбома 2017 года This Kind of Love. Выпуск альбома был отложен из-за выхода первого детского альбома Партон I Believe in You в 2017 году и альбома-саундтрека Dumplin' в 2018 году. В апреле 2020 года о выпуске альбома вновь упомянул креативный директор Партон Стив Саммерс, который в эфире YouTube с Линдой Перри сказал, что его команда работает над подготовкой фотосессии альбома и что он выйдет в 2020 году. Партон заранее объявила название альбома, а также названия двух песен и имена нескольких приглашенных артистов во время интервью с Эдди Стаббсом на канале WSM в июле 2020 года. После эфира интервью было размещено на странице SoundCloud WSM, но к середине дня следующего дня было удалено.

## Отзывы
A Holly Dolly Christmas получил положительные отзывы музыкальных критиков. В рейтинге сетевого издания «Album of the Year», который присваивает рецензиям из основных изданий нормализованную оценку из 100, альбом получил средний балл 76 на основе 4 обзоров. В обзоре для AllMusic Тимоти Монгер поставил альбому четыре звезды из пяти, заявив, что альбом «предлагает сердечную, сострадательную и радостную чашку праздничного настроения». Он отметил, что в отличие от Home for Christmas 1990 года, в этом альбоме представлены оригиналы Партон, «некоторые из которых довольно хороши».
Мэтт Мелис поставил альбому оценку B в обзоре музыкального сайта Consequence of Sound, сказав, что «это похоже на подарок, который мы все могли бы найти под ёлкой». Он назвал «Christmas Is», «Christmas on the Square» и «Pretty Paper» основными треками альбома.

## Награды и номинации
A Holly Dolly Christmas номинирован в категории Лучший традиционный вокальный поп-альбом на 64-й церемонии «Грэмми», которая планировалась на 31 января 2022 года, но была перенесена из-за пандемии COVID-19.

## Коммерческий успех
Альбом дебютировал на 16-м месте в американском хит-параде Billboard 200 с тиражом with 27,000 альбомных эквивалентных единиц, включая 26,000 продаж альбома. Также альбом дебютировал на первых местах в кантри-чарте Billboard Top Country Albums и в чарте Billboard Top Holiday Albums. В Европе альбом достиг 11-го места в Scottish Albums и 16-го места в британском хит-параде UK Albums Chart.
К декабрю 2020 года тираж альбома составил 171,000 единиц в США, став лучшим результатом Партон после Backwoods Barbie.

## Список композиций
| №                   | Название                                                | Автор(ы)                      | Длительность |
| ------------------- | ------------------------------------------------------- | ----------------------------- | ------------ |
| 1.                  | «Holly Jolly Christmas»                                 | Johnny Marks                  | 3:21         |
| 2.                  | «Christmas Is» (при участии Майли Сайрус)               | Долли Партон                  | 3:17         |
| 3.                  | «Cuddle Up, Cozy Down Christmas» (с Майклом Бубле)      | Партон                        | 3:39         |
| 4.                  | «Christmas on the Square»                               | Партон                        | 3:15         |
| 5.                  | «Circle of Love»                                        | Партон                        | 3:42         |
| 6.                  | «All I Want for Christmas Is You» (с Джимми Фэллоном)   | Мэрайя Кэри Уолтер Афанасьефф | 4:04         |
| 7.                  | «Comin' Home for Christmas»                             | Партон Kent Wells             | 4:28         |
| 8.                  | «Christmas Where We Are» (при участии Билли Рэй Сайрус) | Jada Roberts Barry Jobe       | 3:10         |
| 9.                  | «Pretty Paper» (с Вилли Нельсоном)                      | Вилли Нельсон                 | 3:33         |
| 10.                 | «I Saw Mommy Kissing Santa Claus»                       | Tommie Connor                 | 2:44         |
| 11.                 | «You Are My Christmas» (при участии Randy Parton)       | Партон                        | 4:14         |
| 12.                 | «Mary, Did You Know?»                                   | Mark Lowry Buddy Greene       | 4:26         |
| Общая длительность: | Общая длительность:                                     | Общая длительность:           | 43:53        |

| №                   | Название            | Автор(ы)            | Длительность |
| ------------------- | ------------------- | ------------------- | ------------ |
| 13.                 | «The Wish Book»     | Партон              | 1:32         |
| 14.                 | «Three Candles»     | Партон              | 2:29         |
| Общая длительность: | Общая длительность: | Общая длительность: | 49:54        |

| №                   | Название            | Автор(ы)            | Длительность |
| ------------------- | ------------------- | ------------------- | ------------ |
| 13.                 | «The Wish Book»     | Партон              | 1:32         |
| Общая длительность: | Общая длительность: | Общая длительность: | 47:25        |

| №                   | Название            | Автор(ы)            | Длительность |
| ------------------- | ------------------- | ------------------- | ------------ |
| 13.                 | «Three Candles»     | Партон              | 2:29         |
| Общая длительность: | Общая длительность: | Общая длительность: | 48:22        |

## Чарты
| Чарт (2020)                                  | Высшая позиция |
| -------------------------------------------- | -------------- |
| Австралия (ARIA)                             | 37             |
| Бельгия/Фландрия (Ultratop)                  | 174            |
| Канада (Canadian Albums Chart)               | 14             |
| Нидерланды (Album Top 100)                   | 35             |
| Ирландия (Irish Albums Chart)                | 13             |
| Новая Зеландия (RMNZ)                        | 13             |
| Шотландия (Scottish Albums Chart)            | 11             |
| Швеция (Sverigetopplistan)                   | 41             |
| Великобритания (UK Albums Chart)             | 16             |
| Великобритания (UK Independent Albums Chart) | 4              |
| США (Billboard 200)                          | 16             |
| США (Billboard Independent Albums)           | 2              |
| США (Billboard Top Country Albums)           | 1              |
| США (Billboard Top Holiday Albums)           | 1              |

| Чарт (2020)                         | Позиция |
| ----------------------------------- | ------- |
| США (Top Album Sales, Billboard)    | 95      |
| США (Top Country Albums, Billboard) | 68      |

| Чарт (2021)                         | Позиция |
| ----------------------------------- | ------- |
| США (Top Country Albums, Billboard) | 45      |